# Haasachtigen
Haasachtigen (Lagomorpha) zijn een orde van de zoogdieren. De orde omvat twee families, de hazen en konijnen (Leporidae) en de fluithazen of pika's (Ochotonidae). Lange tijd werd gedacht dat ze nauw verwant waren aan de knaagdieren, maar er zijn nu aanwijzingen dat de knaagdieren een zogenaamde outgroup vormen binnen de zoogdieren. De eerste haasachtigen leefden zestig miljoen jaar geleden, in het late Paleoceen, in China en Mongolië.
Het zijn kleine tot middelgrote op de grond levende herbivoren. Haasachtigen doen ook aan coprofagie, het eten van de eigen uitwerpselen. Haasachtigen produceren een speciaal soort ontlasting, de keutels, die ze opnieuw kunnen eten waardoor voedsel tweemaal door het spijsverteringsstelsel gaat.

## Kenmerken
De haasachtigen verschillen voornamelijk van de knaagdieren door de twee aan weerskanten achter elkaar staande snijtanden, de voorste groot, breed, en beitelvormig met aan de voorzijde een lengtegroef. Deze ontbreekt bij de knaagdieren, evenals de tweede, kleinere en smallere "stifttand" met op doorsnede een vrijwel vierkante vorm. Knaagdieren bewegen ook hun onderkaak alleen van achter naar voren, terwijl haasachtigen hun voer malen door rondjes te draaien met hun kaken.
Haasachtigen zijn verder te herkennen aan de korte staarten en de spleetvormige neusgaten, die kunnen worden geopend en gesloten door een vouw in de huid.

## Taxonomie
Toen in 1758 de tiende editie van het beroemde werk Systema naturae van de Zweedse natuuronderzoeker Carl Linnaeus verscheen en dat ook nog thans de grondslag vormt van de naamgeving, bracht hij in zijn orde Glires de haasachtigen, de knaagdieren en de neushoorn bijeen. Dat deze laatste hier niet op zijn plaats was, zag hij zelf al gauw in en nam het uit de orde weg. De haasachtigen en knaagdieren bleven bijeen, totdat een eeuw later, in 1866, Lilljeborg de haasachtigen als bijzondere familie afscheidde. Hij plaatste ze als Dubbeltandigen (Duplicidentata) naast een groep Enkeltandigen (Simplicidentata), waarin de knaagdieren waren opgenomen. In 1912 gaf Gidley de Lagomorpha de rang van een zelfstandige orde, gelijkwaardig aan de orde Rodentia (knaagdieren). 
Aan het eind van de twintigste eeuw werden aanwijzingen gevonden dat de knaagdieren zich eerder dan de haasachtigen van de andere zoogdieren hebben afgescheiden. Dit zou betekenen dat de haasachtigen nauwer verwant zijn aan de primaten – waaronder de mens – dan aan de knaagdieren.
Er worden twee families onderscheiden:
- Orde: Lagomorpha (Haasachtigen)
  - Familie: Leporidae (Hazen en konijnen)
  -  Familie: Ochotonidae (Fluithazen of pika's)

## Soorten in Europa
Acht soorten komen van nature in Europa voor, waarvan één uitgestorven:
- Lepus capensis (Kaapse haas)
- Lepus castroviejoi (Cantabrische haas)
- Lepus corsicanus (Corsicaanse haas)
- Lepus europaeus (Haas)
- Lepus granatensis (Iberische haas)
- Lepus timidus (Sneeuwhaas)
- Oryctolagus cuniculus (Konijn)
- Prolagus sardus †

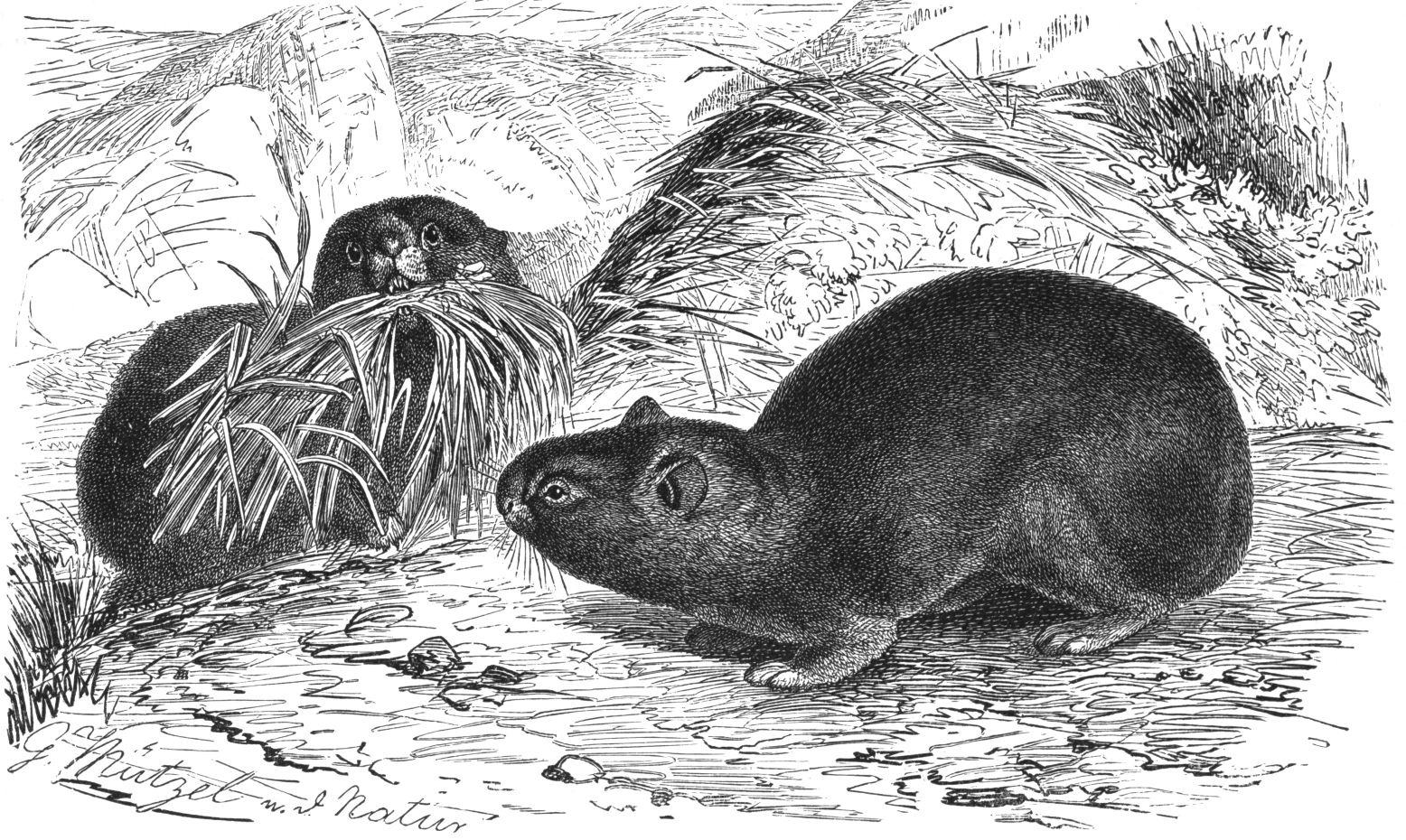
Fluithaas (Ochotona princeps)

## Synoniemen
- Duplicidentata - Illiger, 1811
- Leporida - Averianov, 1999
- Neolagomorpha - Averianov, 1999
- Ochotonida - Averianov, 1999
- Palarodentia - Haeckel, 1895

Cloacadieren · Opossums · Paucituberculata · Microbiotheria · Roofbuideldieren · Buideldassen · Buidelmollen · Klimbuideldieren · Tenreks en goudmollen · Springspitsmuizen · Buistandigen · Klipdasachtigen · Slurfdieren · Zeekoeien · Luiaards en miereneters · Gordeldierachtigen · Insecteneters · Vleermuizen · Schubdierachtigen · Roofdieren · Onevenhoevigen · Evenhoevigen · Walvissen · Knaagdieren · Haasachtigen · Huidvliegers · Toepaja's · Primaten